# Спичка Іван Миколайович
Іва́н Микола́йович Спи́чка (нар. 18 січня 1991, Дніпропетровськ, УРСР) — український футболіст, лівий захисник.

## Біографія
Почав навчатись футболу в дніпропетровському «Інтері», за команду якого грав у ДЮФЛ. 2007 року перейшов до академії запорізького «Металурга».
Влітку 2008 року підписав з запорізьким клубом свій перший професійний контракт і став виступати за «Металург-2» у Другій лізі. На початку 2009 року був включений до заявки основної команди, проте виступав виключно в молодіжній команді, через що влітку того ж року знову був повернутий в дубль.
Влітку 2010 року знову був заявлений за основну команду і став виступати в молодіжній першості. 28 листопада 2010 року дебютував у Прем'єр-лізі в матчі проти луцької «Волині», вийшовши на 72 хвилині матчу замість Сергія Рудики. Проте врятувати команду від поразки 0:1 не зміг. Ця гра стала єдиною для Спички за основний склад «Металурга» і в подальшому він продовжив виступати виключно за молодіжний склад, а влітку 2011 року знову був заявлений за «Металург-2».
На початку 2012 року був відданий в оренду до кінця сезону до першолігового «Геліос», проте заграти там не зумів, провівши за весь час на полі лише 6 хвилин. Влітку повернувся назад до Запоріжжя де до кінця року продовжив виступи за молодіжну команду. Всього за чотири роки провів за «молодіжку» запорізького клубу 49 матчів і не забив жодного голу.
На початку 2013 року став гравцем першолігового білоцерківського «Арсенала», в якому став основним гравцем, зігравши до кінця сезону 12 матчів, в яких забив 3 голи. Проте «гармаші» зайняли останнє місце в чемпіонаті і понизились у класі і влітку того ж року Спичка перейшов до столичного «Динамо-2», підписавши з клубом однорічний контракт.
У лютому 2016 року став гравцем «Вереса». У червні того ж року залишив рівненський клуб.
2018 року виступав у чемпіонаті окупованого Криму за «Кафу», після чого виступав за низку іноземних клубів.

## Титули і досягнення
- Володар Кубка Вірменії (1):

«Арарат»: 2020–21